# Frederic de Luna
Frederic de Luna, conegut també com a Frederic d'Aragó i de Sicília (Sicília, 1402? - Urueña, Castella, 1438), fou duc d'Arjona, comte de Luna i senyor de Sogorb, del llinatge dels Luna.

## Orígens familiars
Era fill natural del rei de Sicília Martí el Jove i de la seva amant Tarsia Rizzari, de Catània. Fou l'únic descendent baró de Martí que superà la infantesa. El seu avi patern era el rei de la Corona d'Aragó, Martí l'Humà.

## Biografia
Quan, el 1407, va morir l'únic fill legítim de Martí el Jove i la seva muller Blanca de Navarra, el seu pare i el seu avi es van posar d'acord de legitimar Frederic de Luna perquè heretés la Corona d'Aragó. Així, Martí l'Humà el va legitimar, i el seu pare li va donar els títols de comte de Luna i senyor de Sogorb. El següent pas fou legitimar-lo el 14 d'abril del 1409 per succeir el seu pare al Regne de Sicília; mai, fins aleshores, un bastard del casal de Barcelona havia estat legitimat fins aquell punt. En absència de cap altre baró en la línia successòria, era clar que el jove Frederic seria el futur hereu de Martí el Jove i Martí l'Humà, ja que Sicília era per tradició la primera tasca de govern que s'encarregava al primogènit. Però, tres mesos després la mort sobtada del seu pare, el 25 de juliol a Sardenya, es va paralitzar de cop el procés legitimador, que encara no havia culminat. El seu avi, de 53 anys, va voler continuar-lo a tot preu amb l'ajuda del papa cismàtic aragonès Benet XIII, per tal d'evitar un futur conflicte successori. Ambdós van establir-lo, l'1 de juny del 1410, per tal de legitimar totalment l'infant Frederic per succeir el seu avi a la Corona d'Aragó, però Martí l'Humà va morir el dia abans i Benet XIII no va voler fer aquest pas tan important en solitari. Aviat, els esdeveniments del dur interregne dels dos anys següents l'apartaren sense miraments de la lluita pel tron. I malgrat que presentà la seva candidatura al compromís de Casp del 1412 no va rebre cap suport dels compromissaris (a excepció de la menció de l'arquebisbe de Tarragona, Pere de Sagarriga i de Pau, que el considerava l'hereu legítim del Regne de Sicília).
Des de la mort del seu pare, va tenir dos tutors durant la seva infantesa: els germans Pere de Torrelles i de Blanes i Ramon de Torrelles i de Blanes.
Ja adult, va comandar la flota amb tropes de reforç liderada per Frederic de Luna i Ramon de Perellós, que el 1424 va recollir Pere d'Aragó que resistia a Nàpols després del fracàs de la campanya naval d'Alfons el Magnànim. La flota seguí la costa fins a Gènova, la bloquejà, i intervenint als ports de Lestri, Bonifacio i Portofiu, va conduir l'expedició a l'illa de Gerba. Però, després, fou reclamat a Catalunya per por a les seues ambicions al tron sicilià. El van casar amb Violant Lluïsa de Mur, que abandonà ben aviat.
Molest per les maniobres d'Alfons IV, el 1430 fugí a la cort de Joan II, rei de Castella, en aquells moments en guerra contra la Corona d'Aragó. El 1434, però, aquest el feu empresonar al castell d'Urueña per haver participat en una conspiració per robar als comerciants genovesos de Sevilla. Allí moriria al cap de quatre anys.